# Radeon R800

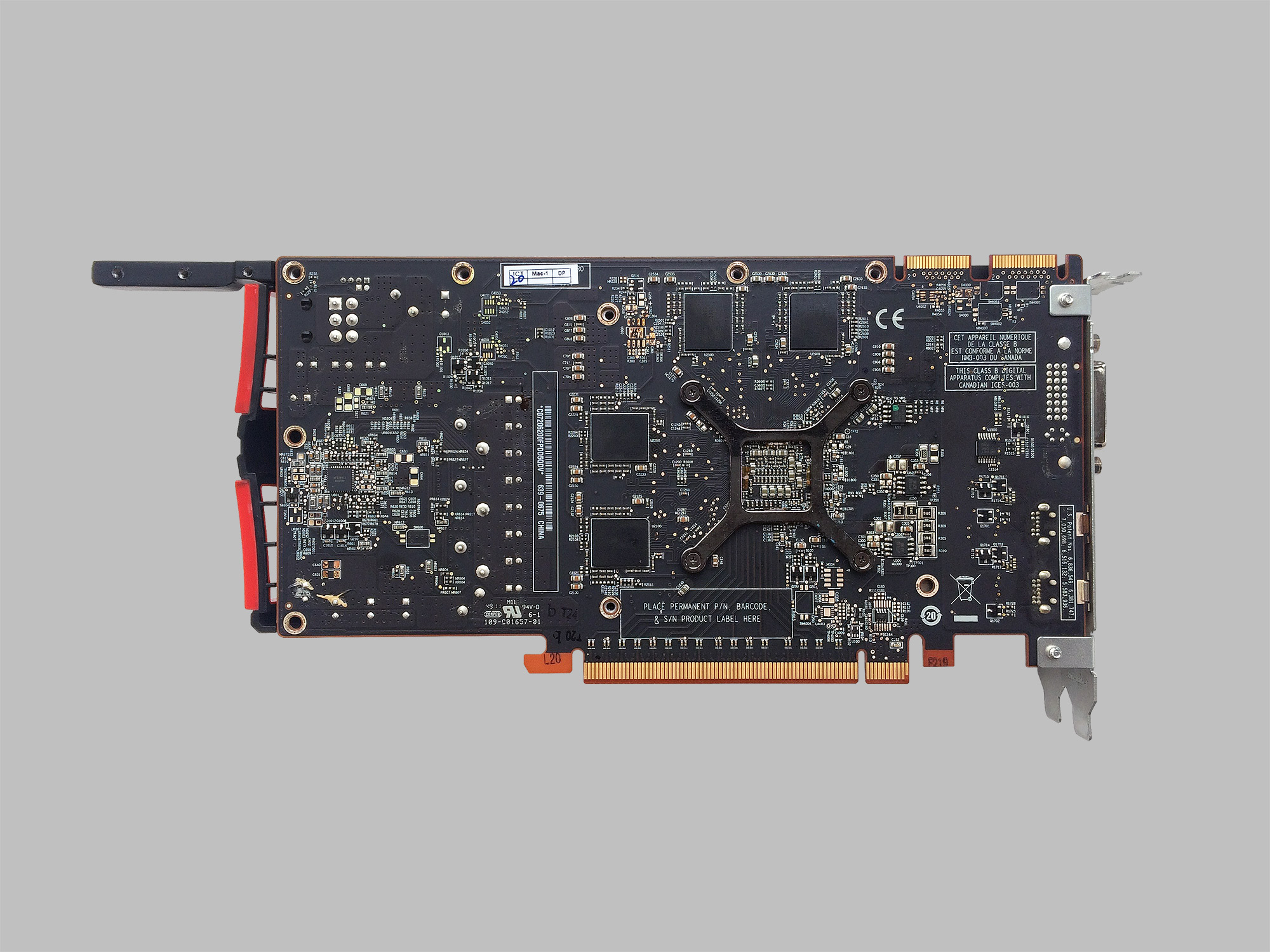
Une ATI Radeon HD 5770.

Radeon R800 ou Evergreen est une série de processeurs graphiques produite par ATI/AMD à la base de la gamme de cartes graphiques HD 5800, HD 5700, HD 5970, HD 5670, HD 5500 et 5400.
Elles répondent du nom de code "Evergreen". Elles succèdent aux Radeon R700 (cartes série HD 4000) et seront un peu plus tard concurrencés par les GeForce G400 d'architecture Fermi.

## Architecture
L'architecture des R800 n'a fondamentalement pas changé, elle reste identique à celle des R700, mise à part une augmentation significative du nombre de processeurs de flux. Par contre, ces processeurs de flux se voient optimisés, et prennent en charge DirectX 11, ainsi que de nouvelles instructions pour les calculs en virgule flottante. Notons également que les HD 5000 utilisent intégralement la gravure en 40 nm et la mémoire GDDR5.
L'architecture est tout comme ses prédécesseurs, dite vectorielle 5D. La HD 5870 dispose de 20 blocs MIMD de 80 processeurs de flux pour un total de 1600 unités. Mais le fonctionnement étant vectoriel, on doit plutôt parler de 320vec5 (et non 1600 qui serait approprié si c'était du scalaire comme chez Nvidia).
La puce Cypress intègre 2 Raster Engine, mais le nombre de Tesselator Engine reste à 1.
L'architecture R800 inaugure bon nombre de nouvelles technologies, surtout dans l'affichage avec l'EyeFinity qui permet le pilotage de 6 écrans Full-HD.

## Produits
| Modèles                    | Radeon HD 5450            | Radeon HD 5550         | Radeon HD 5570         | Radeon HD 5670         | Radeon HD 5750                 | Radeon HD 5770                 | Radeon HD 5830                 | Radeon HD 5850                 | Radeon HD 5870                                  | Radeon HD 5970                         |
| -------------------------- | ------------------------- | ---------------------- | ---------------------- | ---------------------- | ------------------------------ | ------------------------------ | ------------------------------ | ------------------------------ | ----------------------------------------------- | -------------------------------------- |
| Nom de code                | Cedar RV810-PRO           | Redwood RV830-LE       | Redwood RV830-PRO      | Redwood RV830-XT       | Juniper RV840-PRO              | Juniper RV840-XT               | Cypress RV870-LE               | Cypress RV870-PRO              | Cypress RV870-XT                                | Hemlock 2xRV870-XT                     |
| Gravure                    | 40 nm                     | 40 nm                  | 40 nm                  | 40 nm                  | 40 nm                          | 40 nm                          | 40 nm                          | 40 nm                          | 40 nm                                           | 40 nm                                  |
| Surface de la puce ((mm2)  | 59                        | 104                    | 104                    | 104                    | 166                            | 166                            | 334                            | 334                            | 334                                             | 2 × 334                                |
| Nb. transistors (millions) | 292                       | 627                    | 627                    | 627                    | 1040                           | 1040                           | 2154                           | 2154                           | 2154                                            | 2x 2154                                |
| Mémoire (Mo)               | 512 - 1024                | 512 - 1024             | 512 - 1024             | 512 - 1024             | 512 - 1024                     | 512 - 1024                     | 1024                           | 1024                           | 1024                                            | 2048 (2x1024)                          |
| Type de mémoire            | DDR3                      | GDDR5                  | GDDR5                  | GDDR5                  | GDDR5                          | GDDR5                          | GDDR5                          | GDDR5                          | GDDR5                                           | GDDR5                                  |
| Fréquence mémoire (MHz)    | 800                       | 800                    | 900                    | 1000                   | 1150                           | 1200                           | 1000                           | 1000                           | 1200                                            | 1000                                   |
| Largeur de bus (bits)      | 64                        | 128                    | 128                    | 128                    | 128                            | 128                            | 256                            | 256                            | 256                                             | 512 (2x256)                            |
| Bande passante (Go/s)      | 12.80                     | 51.20                  | 57.60                  | 64.00                  | 73.60                          | 76.80                          | 128.00                         | 128.00                         | 153.60                                          | 256.00                                 |
| Fréquence GPU (MHz)        | 650                       | 550                    | 650                    | 775                    | 700                            | 850                            | 800                            | 725                            | 850                                             | 725                                    |
| Fréquence Shaders (MHz)    | 650                       | 550                    | 650                    | 775                    | 700                            | 850                            | 800                            | 725                            | 850                                             | 725                                    |
| Nb. stream processors      | 16vec5 (80)               | 64vec5 (320)           | 80vec5 (400)           | 80vec5 (400)           | 144vec5 (720)                  | 160vec5 (800)                  | 224vec5 (1120)                 | 288vec5 (1440)                 | 320vec5 (1600)                                  | 640vec5 (2x320vec5)                    |
| Nb. TMU                    | 8                         | 16                     | 20                     | 20                     | 36                             | 40                             | 56                             | 72                             | 80                                              | 160 (2x80)                             |
| Nb. ROP                    | 4                         | 8                      | 8                      | 8                      | 16                             | 16                             | 16                             | 32                             | 32                                              | 64 (2x32)                              |
| Cache L2 (ko)              | 64                        | 128                    | 128                    | 128                    | 256                            | 256                            | 512                            | 512                            | 512                                             | 2x512                                  |
| Fillrate Pixels (GP/s)     | 2.6                       | 4.4                    | 5.2                    | 6.2                    | 11.2                           | 13.6                           | 12.8                           | 23.2                           | 27.2                                            | 46.4                                   |
| Fillrate Textures (GT/s)   | 5.2                       | 8.8                    | 13.0                   | 15.5                   | 25.2                           | 34.2                           | 44.8                           | 52.2                           | 68.0                                            | 116.0                                  |
| Calcul FP32 (GFLOPS)       | 104                       | 352                    | 520                    | 620                    | 1008                           | 1360                           | 1792                           | 2088                           | 2720                                            | 4640                                   |
| Calcul FP64 (GFLOPS)       | -                         | -                      | -                      | -                      | -                              | -                              | 358                            | 478                            | 544                                             | 928                                    |
| Interface                  | PCI Express 16x 2.1 - PCI | PCI-Express 16x 2.1    | PCI-Express 16x 2.1    | PCI-Express 16x 2.1    | PCI-Express 16x 2.1            | PCI-Express 16x 2.1            | PCI-Express 16x 2.1            | PCI-Express 16x 2.1            | PCI-Express 16x 2.1                             | PCI-Express 16x 2.1                    |
| Connectivité               | 1xVGA - 1xDVI - 1xHDMI    | 1xVGA - 1xDVI - 1xHDMI | 1xVGA - 1xDVI - 1xHDMI | 1xVGA - 1xDVI - 1xHDMI | 2xDVI - 1xHDMI - 1xDisplayPort | 2xDVI - 1xHDMI - 1xDisplayPort | 2xDVI - 1xHDMI - 1xDisplayPort | 2xDVI - 1xHDMI - 1xDisplayPort | 2xDVI - 1xHDMI - 1xDisplayPort ou 6xDisplayPort | 2xDVI - 1xDisplayPort ou 6xDisplayPort |
| Version DirectX            | 11.0                      | 11.0                   | 11.0                   | 11.0                   | 11.0                           | 11.0                           | 11.0                           | 11.0                           | 11.0                                            | 11.0                                   |
| Version OpenGL             | 4.1                       | 4.1                    | 4.1                    | 4.1                    | 4.1                            | 4.1                            | 4.1                            | 4.1                            | 4.1                                             | 4.1                                    |
| Version OpenCL             | 1.1                       | 1.1                    | 1.1                    | 1.1                    | 1.1                            | 1.1                            | 1.1                            | 1.1                            | 1.1                                             | 1.1                                    |
| TDP (W)                    | 19                        | 39                     | 39                     | 64                     | 86                             | 108                            | 175                            | 151                            | 188                                             | 294                                    |
| Date de sortie             | 4 février 2010            | 9 février 2010         | 9 février 2010         | 14 janvier 2010        | 13 octobre 2009                | 13 octobre 2009                | 25 février 2010                | 30 septembre 2009              | 23 septembre 2009                               | 18 novembre 2009                       |
| Prix actuel                | 35 euros                  | 65 euros               | 70 euros               | 85 euros               | 100 euros                      | 120 euros                      | 130 euros                      | 150 euros                      | 200 euros                                       | 550 euros                              |